# Maximilian Schott von Schottenstein
Le baron Maximilian Schott von Schottenstein, né le 22 novembre 1836 à Ulm et mort le 10 août 1917 au château Schottenstein en Franconie, est un homme d'État du royaume de Wurtemberg et général d'infanterie.

## Biographie
Il appartient à la noble famille des Schott von Schottenstein d'une ancienne lignée de Franconie. Son père, Karl Schott von Schottenstein (1792-1882), était directeur du gouvernement du Wurtemberg et membre du parlement de l'État et sa mère Luise Jakobine Friederike est née von Vischer (1803-1849).
Après ses études au lycée d'Ulm, il étudie de 1851 à 1855 au séminaire évangélique de Maulbronn, puis de 1855 à 1858 à l'école militaire de Louisbourg. Le 20 septembre, il est nommé lieutenant du 5e régiment d'infanterie de grenadiers de l'armée wurtembergeoise. En 1866, il est élevé au grade de capitaine et l'année suivante envoyé comme référent au ministère de la Guerre. Pendant la guerre franco-prussienne de 1870, il est à l'état-major de l'armée de terre de l'armée wurtembergeoise et participe à la bataille de Wörth, à la bataille de Sedan et à la bataille de Villiers, ainsi qu'au siège de Paris. En 1872, il est chef de compagnie du régiment de grenadiers « Reine Olga », devient major en 1873 et en 1876, chef de bataillon du régiment de fusiliers n° 122. En 1879, il est élevé au grade de lieutenant-colonel et commande de 1883 à 1888 le régiment de grenadiers « Reine Olga ». En 1884, il est nommé colonel et en 1888 major-général tout en étant commandant de la 1re brigade d'infanterie du Wurtemberg n° 51. En 1890, il commande la 30e division basée à Strasbourg et devient lieutenant-général.
Du 10 mai 1892 au 15 avril 1901, le général Schott von Schottenstein est nommé ministre de la Guerre du royaume de Wurtemberg. Son mandat comprenait la construction de la zone d'entraînement des troupes à Münsingen. Le 18 avril 1896, Schott von Schottenstein est promu général d'infanterie par le roi Guillaume II. Après le départ du baron Hermann von Mittnacht à la tête du gouvernement, il devient ministre président du Wurtemberg du 10 novembre 1900 au 15 avril 1901, en plus de son poste de ministre de la Guerre et de président du conseil privé. Schott von Schottenstein a dû démissionner de son poste ministériel parce qu'il s'était compromis en tant que témoin dans un procès pour proxénétisme.

## Famille
Il épouse le 19 juillet 1868 Ottilie von Ochs (7 août 1845; † 16 juin 1913), fille du général Carl von Ochs, à Cassel. Le couple a six filles:
- Klara Gabriele Therese Wilhelmine Marie (25 juin 1869)
- Sophie Mathilde Adelheid Siegriede (3 mars 1871)
- Emma Charlotte Albertine Adolfine (12 septembre 1872; † 10 décembre 1946) épouse le baron Georg Löffelholz von Colberg (11 juillet 1869; † 27 décembre 1938), major-général de la Reichswehr
- Olga Marianne Charlotte Friederike Therese (24 mai 1876) épouse en 1897 Karl von Grundherr zu Altenthann und Weiherhaus
- Amelie Johanna Emma Auguste (13 janvier 1880) épouse en 1905 le baron Friedrich Löffelholz von Colberg (21 septembre 1870; † 9 mars 1948)
- Ida Marie Emma Karoline Elisabeth (21 septembre 1881; † 9 février 1963) épouse en 1912 le baron Gustav von Lindenfels (16 juin 1873; † 20. janvier 1950)

## Distinctions
- 1870/71: Croix de fer de IIe classe
- 1870/71: Chevalier de l'ordre du Mérite militaire du Wurtemberg
- 1893: Grand-croix de l'ordre de Frédéric[2]
- 1894: Commandeur de l'ordre du Mérite militaire du Wurtemberg[2]
- 1897: Grand-croix de l'ordre de la Couronne de Wurtemberg[2]
- 1900: Citoyen d'honneur de sa ville natale d'Ulm